# Taeromys taerae
Taeromys taerae és una espècie de mamífer rosegador de la família dels múrids. És endèmica dels altiplans del nord-est de Sulawesi (Indonèsia), on viu a altituds d'entre 600 i 800 msnm. El seu hàbitat natural són els boscos montans. Està amenaçada per la tala d'arbres i la caça. Se n'ha trobat un total de set espècimens, l'últim dels quals fou recollit el 1932.